# Carl Fredrik Segerlind
Carl Fredrik Segerlind (i riksdagen kallad Sahlström i Utterbyn), född 2 februari 1829 i Göteborg, död 8 december 1900 i Eds församling, Värmlands län, var en svensk lantbrukare och riksdagsman.
Segerlind var verksam som lantbrukare i Uddersrud i Värmland. Som politiker var han ledamot av riksdagens andra kammare.